# Саттон (боро Лондона)
Лондонский боро Саттон (англ. London Borough of Sutton, произношениео файле) — один из 32 лондонских боро, находится во внешнем Лондоне.

## История
Район был сформирован в 1965 году слиянием Саттона с районами Чим, Беддингтон, Уоллингтон и Каршолтон (все из графства Суррей).

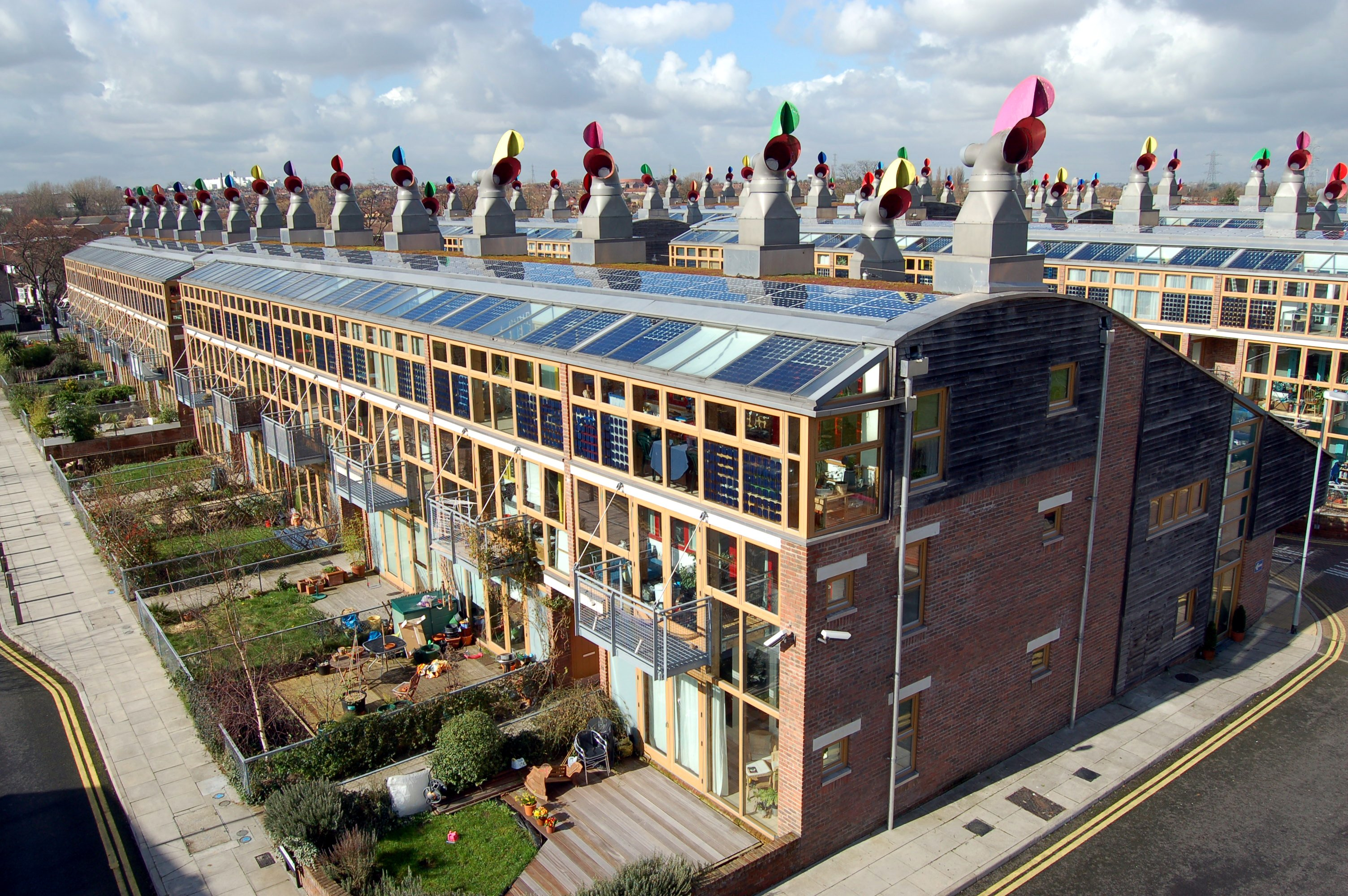
Комплекс BedZED в Беддингтоне

## Население
По данным переписи 2011 года в Саттоне проживало 191 100 человек. Из них 20,0 % составили дети (до 15 лет), 63,2 % лица трудоспособного возраста (от 16 до 64 лет) и 16,8 % лица пожилого возраста (от 65 лет и выше).

### Этнический состав
Основные этнические группы, согласно переписи 2011 года:
78,5 % — белые, в том числе 70,9 % — белые британцы, 1,7 % — белые ирландцы и 5,9 % — другие белые;
5,4 % — выходцы из Южной Азии, в том числе 3,4 % — индийцы, 1,4 % — пакистанцы и 0,6 % — бенгальцы;
1,2 % — китайцы;
5,0 % — другие азиаты;
4,8 % — чёрные, в том числе 2,9 % — чёрные африканцы, 1,4 % — чёрные карибцы (ямайцы) и 0,5 % — другие чёрные;
3,9 % — метисы, в том числе 1,2 % — азиаты, смешавшиеся с белыми, 1,4 % — чёрные карибцы, смешавшиеся с белыми, 0,4 % — чёрные африканцы, смешавшиеся с белыми и 0,9 % — другие метисы;
0,8 % — другие.

### Религия
Статистические данные по религии в боро на 2011 год:
| Религия      | Саттон % | Лондон % | Англия % |
| ------------ | -------- | -------- | -------- |
| Христианство | 58,4     | 48,4     | 59,4     |
| Индуизм      | 4,2      | 5,0      | 1,5      |
| Ислам        | 4,1      | 12,4     | 5,0      |
| Буддизм      | 0,7      | 1,0      | 0,5      |
| Иудаизм      | 0,3      | 1,8      | 0,5      |
| Сикхизм      | 0,2      | 1,5      | 0,8      |
| Другие       | 0,4      | 0,6      | 0,4      |
| Нет религии  | 24,6     | 20,7     | 24,7     |
| Не указана   | 7,1      | 8,5      | 7,2      |

## Достопримечательности
В Беддингтоне находится крупнейший в Великобритании многофункциональный комплекс с нулевыми выбросами СО2 — BedZED (англ. Beddington Zero Energy Development). Экоквартал BedZED не использует энергию от сжигания нефти или газа и самостоятельно перерабатывает производимый мусор, а в его строительстве использовались только те материалы, которые впоследствии легко утилизировать.

## Спорт
В Саттоне базируется футбольный клуб Саттон Юнайтед, с сезона 2021/2022 команда играет в Лиге 2 Английской футбольной лиги.